# Zoe Weiland
Zoe-Anna Weiland, auch Zoë Weiland (* 27. Januar 1984 in Hamburg) ist eine deutsche Schauspielerin.
Ihre erste Filmrolle hatte sie 2003 in Sex Up – Jungs haben’s auch nicht leicht. Es folgten Auftritte in Serien wie Das Traumschiff, Tatort, Die Rettungsflieger und Polizeiruf 110. Sie spielte außerdem die Hauptrolle in dem Pro7-Film Plötzlich berühmt und in dem Kinofilm Lauf der Dinge. Anschließend studierte sie Medizin an der Universität Göttingen. Seit 2011 arbeitet sie wieder als Schauspielerin.

## Filmografie
- 2003: Sex Up – Jungs haben’s auch nicht leicht
- 2003: Der Zauberlehrling
- 2004: Beauty Queen (Fernsehserie, vier Folgen)
- 2005: Das Traumschiff – Vancouver (Fernsehserie)
- 2005: Sex Up – Ich könnt’ schon wieder
- 2005: Mouth to Mouth
- 2005: Plötzlich berühmt
- 2005: Tatort – Erfroren (Fernsehreihe)
- 2005: Die Rettungsflieger – Herzflattern (Fernsehserie)
- 2005: Polizeiruf 110 – Vorwärts wie rückwärts (Fernsehreihe)
- 2006: Lauf der Dinge
- 2011: Das Traumschiff – New York, Savannah, Salvador da Bahia / Brasilien (Fernsehserie)
- 2012: Rosamunde Pilcher: In der Mitte eines Lebens
- 2014: Der Knastarzt – Sterbehilfe (Fernsehserie)
- 2014: Charlottes Welt – Geht nicht, gibt’s nicht (Fernsehfilm)
- 2016: Das Traumschiff – Palau